# Trichopelma nitidum
Trichopelma nitidum là một loài nhện trong họ Barychelidae. Loài này phân bố ờ Hispaniola.